# Ronnie Laws
Ronnie Laws, né le 3 octobre 1950 à Houston, est un saxophoniste et chanteur de jazz américain.

## Biographie
Ronald Wayne Laws est né le 3 octobre 1950 à Houston, Texas, États-Unis, Laws est le cinquième de huit enfants. Il est le frère cadet du flûtiste de jazz Hubert Laws, de la chanteuse de jazz Eloise Laws (en) et le frère aîné de Debra Laws (en).
Ronnie Laws a commencé à jouer du saxophone à l'âge de 11 ans. Il a étudié à l'université d'État Stephen F. Austin à Nacogdoches, au Texas, pendant deux ans.
En 1971, Laws se rend à Los Angeles, en Californie, pour entamer une carrière musicale. Il commence par se produire avec le trompettiste Hugh Masekela. En 1972, Laws rejoint le groupe Earth, Wind and Fire dans lequel il joue le saxophone et la flûte sur l'album Last Days and Time. Après 18 mois de travail avec Earth, Wind and Fire, il décide de se lancer en tant qu'artiste solo. En 1975, Laws sort son premier album intitulé Pressure Sensitive chez Blue Note Records. L'album atteint la 25e place du classement Billboard Top Soul LPs. En 1976, Laws sort son deuxième album, Fever. L'album atteint la 13e place du classement Billboard Top Soul LPs. Il sort plusieurs albums par la suite, dont Friends & Strangers en 1977, qui est certifié disque d'or aux États-Unis et Flame en 1978.
Son cinquième album, Every Generation, sorti en 1980 chez United Artists Records, est celui qui rencontre le plus de succès, atteignant la quatrième place du classement Billboard Top Soul Albums et la 24e place du Billboard 200,.

## Collaborations
Laws a produit et chanté sur l'album Very Special de sa sœur Debra Laws (en) en 1981. Il a ensuite joué du saxophone sur l'album Les Fleurs de Ramsey Lewis en 1983, sur l'album Bet Cha Say That to All the Girls de Sister Sledge en 1983, sur l'album Let's Hear It for the Boy de Deniece Williams en 1984 et sur l'album In the Heat of the Night de Jeff Lorber en 1984. Laws a également participé à l'album The Sky Is the Limit (1985) et à l'album Early Spring (1988) d'Alphonse Mouzon. Il a également fait des apparitions sur l'album Forever and Ever de Howard Hewett en 1988, sur l'album Just Between Us de Norman Brown en 1992 et sur l'album Millennium d'Earth, Wind and Fire en 1993.
Laws a également travaillé avec des artistes tels que Guru, Brian Culbertson et The Crusaders.

## Influence
Des artistes tels que le saxophoniste de jazz Boney James et le guitariste de jazz Norman Brown ont été influencés par Ronnie Laws,.

## Discographie

### Albums
| Date | Titre                                                  | Meilleur classement | Meilleur classement | Meilleur classement | Meilleur classement | Meilleur classement | Label               | Certifications (seuil de ventes) |
| Date | Titre                                                  | US                  | US R&B              | US Jazz             | US Con. Jazz        | US Tra. Jazz        | Label               | Certifications (seuil de ventes) |
| ---- | ------------------------------------------------------ | ------------------- | ------------------- | ------------------- | ------------------- | ------------------- | ------------------- | -------------------------------- |
| 1975 | Pressure Sensitive                                     | 73                  | 25                  | —                   | —                   | —                   | Blue Note           |                                  |
| 1976 | Fever                                                  | 46                  | 13                  | —                   | —                   | —                   | Blue Note           |                                  |
| 1977 | Friends & Strangers                                    | 37                  | 13                  | —                   | —                   | —                   | Blue Note           | RIAA : Or                        |
| 1978 | Flame                                                  | 51                  | 16                  | —                   | —                   | —                   | United Artists      |                                  |
| 1980 | Every Generation                                       | 24                  | 4                   | —                   | —                   | —                   | United Artists      |                                  |
| 1981 | Solid Ground                                           | 51                  | 17                  | —                   | —                   | —                   | Liberty             |                                  |
| 1983 | Mr. Nice Guy                                           | 98                  | 24                  | —                   | —                   | 19                  | Capitol             |                                  |
| 1984 | Classic Masters                                        | —                   | 33                  | —                   | —                   | 16                  | Capitol             |                                  |
| 1986 | Mirror Town                                            | —                   | —                   | —                   | —                   | —                   | Columbia            |                                  |
| 1987 | All Day Rhythm                                         | —                   | —                   | —                   | —                   | —                   | Columbia            |                                  |
| 1989 | True Spirit                                            | —                   | —                   | —                   | 13                  | —                   | Par                 |                                  |
| 1990 | Identity                                               | —                   | 80                  | —                   | 19                  | —                   | ATA                 |                                  |
| 1992 | Deep Soul                                              | —                   | —                   | —                   | 6                   | —                   | Par                 |                                  |
| 1993 | Brotherhood                                            | —                   | —                   | —                   | —                   | —                   | 101 South           |                                  |
| 1995 | Natural Laws                                           | —                   | —                   | 34                  | 25                  | —                   | The Right Stuff/EMI |                                  |
| 1997 | Tribute to the Legendary Eddie Harris                  | —                   | —                   | —                   | —                   | —                   | Blue Note           |                                  |
| 1998 | Harvest for the World (Portrait of the Isley Brothers) | —                   | —                   | 41                  | —                   | —                   | Blue Note           |                                  |
| 2000 | Dream a Little                                         | —                   | —                   | —                   | 16                  | —                   | HDH                 |                                  |
| 2004 | Everlasting                                            | —                   | —                   | 39                  | 25                  | —                   | HDH                 |                                  |

### Singles classés
| Date | Titre               | Meilleur classement | Meilleur classement | Album              |
| Date | Titre               | US                  | US R&B              | Album              |
| ---- | ------------------- | ------------------- | ------------------- | ------------------ |
| 1975 | Always There (en)   | —                   | 45                  | Pressure Sensitive |
| 1978 | Love Is Here        | —                   | 57                  | Flame              |
| 1979 | All for You         | —                   | 93                  | Flame              |
| 1980 | Every Generation    | —                   | 12                  | Every Generation   |
| 1981 | Stay Awake          | 60                  | 19                  | Solid Ground       |
| 1981 | There's a Way       | —                   | 75                  | Solid Ground       |
| 1983 | In the Groove       | —                   | 31                  | Mr. Nice Guy       |
| 1983 | Mr. Nice Guy        | —                   | 80                  | Mr. Nice Guy       |
| 1985 | City Girl           | —                   | 31                  | Classic Masters    |
| 1991 | Morning in My Life  | —                   | 76                  | Identity           |
| 2000 | Old Days / Old Ways | —                   | 36                  | Dream a Little     |